# Ach
Ach är ett vattendrag i Österrike.   Det ligger i förbundslandet Oberösterreich, i den norra delen av landet, 230 kilometer väster om huvudstaden Wien.

## Geografi
Trakten runt Ach består till största delen av jordbruksmark. Runt Ach är det ganska tätbefolkat, med 93 invånare per kvadratkilometer. Inlandsklimat råder i trakten. 

## Klimat
Årsmedeltemperaturen i trakten är 8 °C. Den varmaste månaden är juli, då medeltemperaturen är 19 °C, och den kallaste är januari, med −6 °C. Genomsnittlig årsnederbörd är 1 530 millimeter. Den regnigaste månaden är januari, med i genomsnitt 186 mm nederbörd, och den torraste är mars, med 60 mm nederbörd.